# Leichtathletik-Weltmeisterschaften 2019/Teilnehmer (Bulgarien)
| Gelbes Symbol für Goldmedaillen mit stilisierten Olympischen Ringen | Graues Symbol für Silbermedaillen mit stilisierten Olympischen Ringen | Braundes Symbol für Bronzemedaillen mit stilisierten Olympischen Ringen |
| ------------------------------------------------------------------- | --------------------------------------------------------------------- | ----------------------------------------------------------------------- |
| —                                                                   | —                                                                     | —                                                                       |

Der Leichtathletikverband von Bulgarien nahm an den Leichtathletik-Weltmeisterschaften 2019 in Doha teilnehmen. Sieben Athletinnen und Athleten wurden vom bulgarischen Verband nominiert.

## Ergebnisse

### Frauen

#### Laufdisziplinen
| Athletin           | Disziplin | Vorlauf | Vorlauf | Halbfinale | Halbfinale | Finale  | Finale |
| Athletin           | Disziplin | Zeit    | Platz   | Zeit       | Platz      | Zeit    | Platz  |
| ------------------ | --------- | ------- | ------- | ---------- | ---------- | ------- | ------ |
| Inna Eftimowa      | 100 m     | 11,79 s | 41      | DNQ        | DNQ        | –       | –      |
| Iwet Lalowa-Collio | 200 m     | 22,79 s | 12      | 22,58 s    | 7          | 22,77 s | 7      |

#### Sprung/Wurf
| Athletin            | Disziplin  | Qualifikation | Qualifikation | Finale     | Finale |
| Athletin            | Disziplin  | Weite/Höhe    | Platz         | Weite/Höhe | Platz  |
| ------------------- | ---------- | ------------- | ------------- | ---------- | ------ |
| Mirela Demirewa     | Hochsprung | 1,94 m        | 06            | 1,89 m     | 10     |
| Alexandra Natschewa | Dreisprung | 13,05 m       | 26            | DNQ        | DNQ    |
| Gabriela Petrowa    | Dreisprung | 13,98 m       | 16            | DNQ        | DNQ    |

### Männer

#### Sprung/Wurf
| Athlet          | Disziplin  | Qualifikation | Qualifikation | Finale     | Finale |
| Athlet          | Disziplin  | Weite/Höhe    | Platz         | Weite/Höhe | Platz  |
| --------------- | ---------- | ------------- | ------------- | ---------- | ------ |
| Tichomir Iwanow | Hochsprung | 2,26 m        | 16            | DNQ        | DNQ    |
| Georgi Zonow    | Dreisprung | 16,61 m       | 21            | DNQ        | DNQ    |